# 約翰遜城 (密蘇里州)
約翰遜城（英語：Johnson City）是位於美國密蘇里州聖克萊爾縣的非建制地區。

## 歷史
約翰遜城的郵局於1871年設立，其後於1904年停運。

## 地理
約翰遜城所處的海拔為高於海平面241米（即791英呎），而該地所採用的時區為UTC-6，即北美中部時區（CST）。同時該地設有夏令時間，為UTC-6調快一小時，即UTC-5（CDT）。